# الذاكرة: مقدمة قصيرة جدا
الذاكرة: مقدمة قصيرة جدًّا (بالإنجليزية: Memory: A Very Short Introduction) كتاب للعالم وأستاذ علم النفس العصبي الأسترالي جوناثان كيه فوستر صدر عام 2008 كجزء من سلسلة مقدمات قصيرة جدا عن مطبعة جامعة أكسفورد باللغة الإنجليزية في 144 صفحة، وصدر باللغة العربية عام 2014 عن مؤسسة هنداوي في 132 صفحة. يعرض هذا الكتاب أخر الأبحاث التي أُجريت في علم النفس وعلم الأعصاب للإجابة عن هذه الأسئلة وغيرها من الاستفسارات المهمة الأخرى حول علم الذاكرة؛ حيث يكشف اللثام عن كيفية عمل الذاكرة، وكيف لا يمكننا العيش بدونها، بل ويوضح سبل زيادة قدرتنا على التذكر.

## محتوى الكتاب
أنت تجسيد لذاكرتك - رسم الذكريات - إخراج الأرنب من القبعة - أخطاء الذاكرة - اعتلال الذاكرة - المراحل العمرية السبع للإنسان - تحسين الذاكرة - قراءات إضافية.

## ملخص الكتاب
يقدم الكاتب شرح عام لمفهوم الذاكرة والدور الهام الذي تلعبه في حياتنا، ويتطرق بعد ذلك لشرح آلية عملها مستعرضا في هذا بعض النماذج التي تساعد القارئ على الاستيعاب أكثر، ويتوسع أكثر لتفصيل في بعض النظريات والآراء التي تلقى رواجا بين جمهور المفكرين والعلماء منذ القدم وحتى العصر الحديث.
يعرفنا الكاتب على مختلف أنواع الذاكرة وما يعرف بالبنية الوظيفية للتذكر مبرزا الدور الذي تلعبه حواسنا في توجيه الذاكرة، وهنا يشرح بإسهاب أكثر آلية عمل الذاكرة انطلاقا من استقبال المعلومات وصولا إلى استعادتها بعد أن تكون تعرضت للتشفير بفعل دماغنا، فنتعرف على كيفية الوصول للمعلومات وكذا على الصعوبات التي ممكن أن تواجهنا أثناء عملية الاسترجاع وأبرزها هو النسيان والتحريفات التي من الممكن أن تتعرض لها معلوماتنا بفعل عدة عوامل.
يقدم الكاتب تفاصيل أكثر عن الأمراض التي قد تصيب ذاكرتنا ليبن أسبابها واحتمالية شفائها من عدمه.
ويختم الكاتب هذه الدراسة بالمراحل العمرية للذاكرة والتي يقسمها لسبعة مراحل أساسية قبل أن يعرض لنا مجموعة من السبل التي من شأنها ان تساعد على تحسين ذاكرة الإنسان وتقويتها أيضا مع حمايتها من الأخطار التي قد تصيبها.

## مقتطفات من الكتاب
«يبدو أن هناك شيئًا غامضًا في قوى الذاكرة وإخفاقاتها وتفاوتاتها يلفت الانتباه، مقارنةً بأي من قدراتنا الإدراكية الأخرى» جين أوستن.
يؤكد هذا الفصل على أهمية الذاكرة في كل شيء نفعله تقريبًا؛ فدونها لن نستطيع أن نتكلم، أو نقرأ، أو نتعرف على الأشياء، أو نستدلَّ على طريقنا في البيئة المحيطة بنا، أو نحافظ على العلاقات الشخصية. ولتوضيح هذه النقطة سنعرض بعض الأفكار والملاحظات السردية عن الذاكرة، إلى جانب ملاحظات مفكرين ذوي شأن في مجالات أخرى ذات صلة مثل الأدب والفلسفة. وسنتناول بعد ذلك تاريخًا موجزًا للأبحاث المنهجية والعلمية حول الذاكرة، بدأها إيبنجهاوس في نهاية القرن التاسع عشر، ثم تطورت على يد بارتليت في ثلاثينيات القرن العشرين لتصبح أبحاثًا تجريبية جماعية ومُحكَمة أُجريت في سياق نماذج الذاكرة الحديثة لمعالجة المعلومات. وسنختتم باستعراض الكيفية التي ندرس بها الذاكرة في الوقت الحاضر، ومبادئ التصميم الجيد في الأبحاث المعاصرة عن الذاكرة.
(1) أهمية الذاكرة
«لماذا تختزن هذه الملكة العقلية المستقلَّة التي منحنا الله إياها أحداثَ الأمس بشكل أفضل من أحداث العام الماضي، بل وأفضل من أحداث ساعة مضت؟ لماذا - مجددًا - خلال سنوات الكِبَر يبدو احتفاظها بأحداث الطفولة أقوى؟ لماذا يزيد تكرارنا لتجربةٍ ما قدرتَنا على استرجاعنا لها؟ لماذا تنعش الأدوية والإصابة بالحمَّى والاختناقات والانفعالات ذكريات نسيناها منذ مدة طويلة؟ … تبدو مثل هذه الغرائب عجيبةً جدًّا، وربما - إذا نظرنا إليها بديهيًّا - تكون عكس ما هي عليه بالضبط. من الواضح إذن أن هذه المَلَكة لا توجد مستقلة، ولكنها تعمل في ظل ظروف معينة، والبحث عن هذه الظروف هو أكثر مهامِّ عالِم النفس تشويقًا»
ويليام جيمس (1890) من كتاب «مبادئ علم النفس»، الفصل الأول (صفحة 3).
...........
(2) الذاكرة في الحياة اليومية
الذاكرة ليست مجردَ استدعاءِ معلوماتٍ صادفناها في فترة سابقة إلى أذهاننا؛ فكلما أثَّرت تجربة حدث سابق على شخص ما في فترة لاحقة، فإن أثر التجربة السابقة يُعدُّ انعكاسًا لذكرى ذلك الحدث السابق. يمكن توضيح تقلبات الذاكرة بالمثال التالي: لا شك أنك قد رأيت آلاف العملات طيلة حياتك، ولكن دعنا نتأمل مدى قدرتك على تذكر عملة عادية ربما تكون في جيبك. دون النظر إليها، خذ بضع دقائق لتحاول رسم عملة ذات فئة نقدية محددة اعتمادًا على ذاكرتك. قارن الآن بين رسمك والعملة نفسها؛ إلى أي مدى كانت ذاكرتك دقيقة عن العملة؟ مثلًا: هل كان وجه العملة في الاتجاه الصحيح؟ كم عدد الكلمات (لو وُجدت!) على العملة التي تذكرتها؟ هل كتبت هذه الكلمات بشكل صحيح؟
.......
(3) نماذج وآليات عمل الذاكرة
هناك عدة نماذج مختلفة لكيفية عمل الذاكرة ترجع إلى العصور الكلاسيكية. فمثلًا: شبَّه أفلاطون الذاكرة بلوح الشمع، الذي تنطبع عليه الانطباعات أو «تُشَفَّر»، ثم «تُخزَّن» بعد ذلك، كي نعود إلى هذه الانطباعات (أي الذكريات) و«نسترجعها» في وقت لاحق. هذا التمييز الثلاثي بين «التشفير» و«التخزين» و«الاسترجاع» لازَمَ الباحثين العلميين حتى العصر الحديث. وشبَّه فلاسفة آخرون في العصور الكلاسيكية الذكريات بطيور في قفص أو بكتب في مكتبة، مشيرين إلى صعوبات استرجاع المعلومات بعد تخزينها؛ أي اصطياد الطائر المراد أو العثور على الكتاب المطلوب.
وقد أدرك المُنظِّرون المعاصرون أن الذاكرة عملية «انتقائية» و«تأويلية». بعبارة أخرى، تتسم الذاكرة بقدرة أكبر من مجرد التخزين السلبي للمعلومات. علاوة على هذا، بعد تعلُّم معلومة جديدة وتخزينها، يمكننا انتقاء وتأويل ودمج شيء بآخر؛ لنحسن الاستفادة مما نتعلمه ونتذكره. ومن المحتمل أن يكون هذا أحد الأسباب التي تسهِّل على خبراء الشطرنج تذكُّر مكان القطع على رقعة الشطرنج، ولمشجعي كرة القدم تذكر كل الأهداف الكروية في نهاية الأسبوع؛ أي بفضل معرفتهم الواسعة والروابط المتبادَلة بين العناصر المختلفة لهذه المعرف.
(4) فكر إيبنجهاوس
رغم أن النوادر والملاحظات الشخصية حول الذاكرة قد تكون تنويرية ومسلية، فإنها غالبًا ما تنبع من تجربة محددة لشخص معين. لذا؛ فمطروح للجدال إلى أي مدى هي (1) «واقعية» بشكل موضوعي و (2) قابلة للتعميم بغير استثناء على جميع الأفراد. يستطيع البحث العلمي المنهجي أن يقدم استبصارًا فريدًا عن هذه الموضوعات، وقد أُجريت بعض الأبحاث المنهجية الكلاسيكية حول الذاكرة والنسيان في نهاية القرن التاسع عشر على يد هيرمان إيبنجهاوس.
.......
(5) فكر بارتليت
يتمثل ثاني أعظم مناهج أبحاث الذاكرة في أعمال فريدريك بارتليت، التي أجراها في النصف الأول من القرن العشرين؛ أي بعد إيبنجهاوس بعدة عقود. في كتابه «التذكر» المنشور عام 1932 تحدى بارتليت فكر إيبنجهاوس، الذي كان وقتذاك المهيمن على هذا المجال. ذهب بارتليت إلى أن دراسة المقاطع عديمة المعنى لا تكشف لنا كثيرًا عن طريقة عمل ذاكرة الإنسان في العالم الواقعي. وقد طرح سؤالًا مهمًّا: كم عدد الأشخاص الذين يقضون حياتهم في تذكر المقاطع عديمة المعنى؟ على النقيض من إيبنجهاوس - الذي حاول حذف المعنى من مواده الاختبارية - ركَّز بارتليت على العكس؛ أي على المواد التي تحمل معنى (وتحديدًا المواد التي نحاول أن نفرض عليها معنًى ما). حفظ أفراد التجارب التي أجراها بارتليت هذه المواد وتذكروها تحت ظروف طبيعية نسبيًّا. وفي واقع الأمر، يبدو أن من العناصر الجوهرية في «الطبيعة البشرية» أننا - في حالتنا الطبيعية - نسعى عادةً إلى فرض معنى على الأحداث التي تقع في بيئتنا. وتأكد هذا المبدأ من خلال معظم أعمال بارتليت. فمثلًا: في بعض دراسات بارتليت الأكثر تأثيرًا، طُلِب من المتطوعين قراءة قصة لأنفسهم (وكانت القصة الأشهر هي «حرب الأشباح»)، ثم حاولوا تذكر القصة لاحقًا. اكتشف بارتليت أن الأفراد تذكَّروا كل قصة بطريقتهم الخاصة.
......
نمو الذاكرة
بالرجوع إلى الفرق الثلاثي بين التشفير والتخزين والاسترجاع الوارد في الفصل الأول، يمكن أن نعتبر نمو الذاكرة بمنزلة نشأة تدريجية لاستراتيجيات أكثر تعقيدًا لتشفير الذكريات واسترجاعها (مع ثبات عمليات التخزين نسبيًّا خلال النمو). هذا هو الوضع بصفة خاصة كلما زادت المعرفة الدلالية وأتيحت اللغة. على سبيل المثال: ثمة دليل على أن زيادة المعرفة الدلالية تحسِّن الطريقة التي يمكن بها الوصول إلى المعلومات الموجودة في الذاكرة الدائمة، وأن اكتساب اللغة يتيح للأطفال القدرة على تشفير المواد بثراء أكبر فيما يتعلق بالتصنيفات اللفظية، ثم استخدام هذه التصنيفات كتلميحات عند الاسترجاع. وهناك دليل أيضًا على أن نمو مهارات معرفية أخرى يمكن أن يؤثر إيجابًا على قدرة الذاكرة؛ على سبيل المثال: قد يكون نمو مهارتَي حل المشكلات واختبار الفرضيات مرتبطًا بمحاولة استرجاع الذكريات والسعي إلى تحديد ما إذا كانت المعلومات المسترجعة صحيحة أم لا.
فيما يتعلق بقدرة الذاكرة الصريحة، يوجد دليل يؤكد النمو المتزايد لقدرتها الكاملة، لدرجة أنه حتى الأطفال الرُّضَّع يبدون قادرين على استخدام ذاكرة التعرف (مثلًا: في التعرف على وجه مقدم الرعاية)، في حين تبدو قدرة التذكر البدائية موجودة بحلول عمر خمسة أشهر تقريبًا. والآن ثمة أدلة كثيرة لافتة تشير إلى أنه حتى الرُّضع قبل المرحلة اللغوية يستطيعون إظهار ما يدل على وجود ذاكرة ثابتة ومحددة. جُمعت هذه النتائج باستخدام تقنيات لا تنطوي على اللغة - مثل المقارنة، والتعود، والتكيف، والمحاكاة - إلى جانب بعض التقنيات المأخوذة من البحوث اللاإنسانية (مثل الرد المؤجل والرد المؤجل غير المتطابق مع العينة). وقد جادل باحثون مثل روفي كوليار في أن الآليات الداعمة لعمليات الذاكرة واحدة في الأساس لدى الرُّضَّع والبالغين؛ حيث تُنسى المعلومات تدريجيًّا، وتُسترد بوسائل تذكير، وتُعدَّل بالمعلومات الجديدة التي تتداخل مع المعلومات السابقة. رغم هذا، فمع نمو الأطفال، تُسترجع الذكريات بشكل أسرع بعد تأخيرات أطول، وبواسطة عدد من تلميحات الاسترجاع المختلفة.

## وصلات خارجية
http://tamuz-net.net/?p=12074 الذاكرة: مقدمة قصيرة جدًّا
https://www.hindawi.org/books/50693972/ الذاكرة: مقدمة قصيرة جدًّا
https://www.goodreads.com/en/book/show/6268137 الذاكرة: مقدمة قصيرة جدًّا
https://asfar.io/product/memory-a-very-short-introduction/ الذاكرة: مقدمة قصيرة جدًّا